# Cyanocorax melanocyaneus
La chara centroamericana (Cyanocorax melanocyaneus) es una especie de ave passeriforme perteneciente a la familia Corvidae.  Se encuentra en  El Salvador, Guatemala, Honduras, y Nicaragua.  Su hábitat natural son los bosques de montaña húmedos subtropicales o tropicales y los bosques antiguos degradados.

## Galería

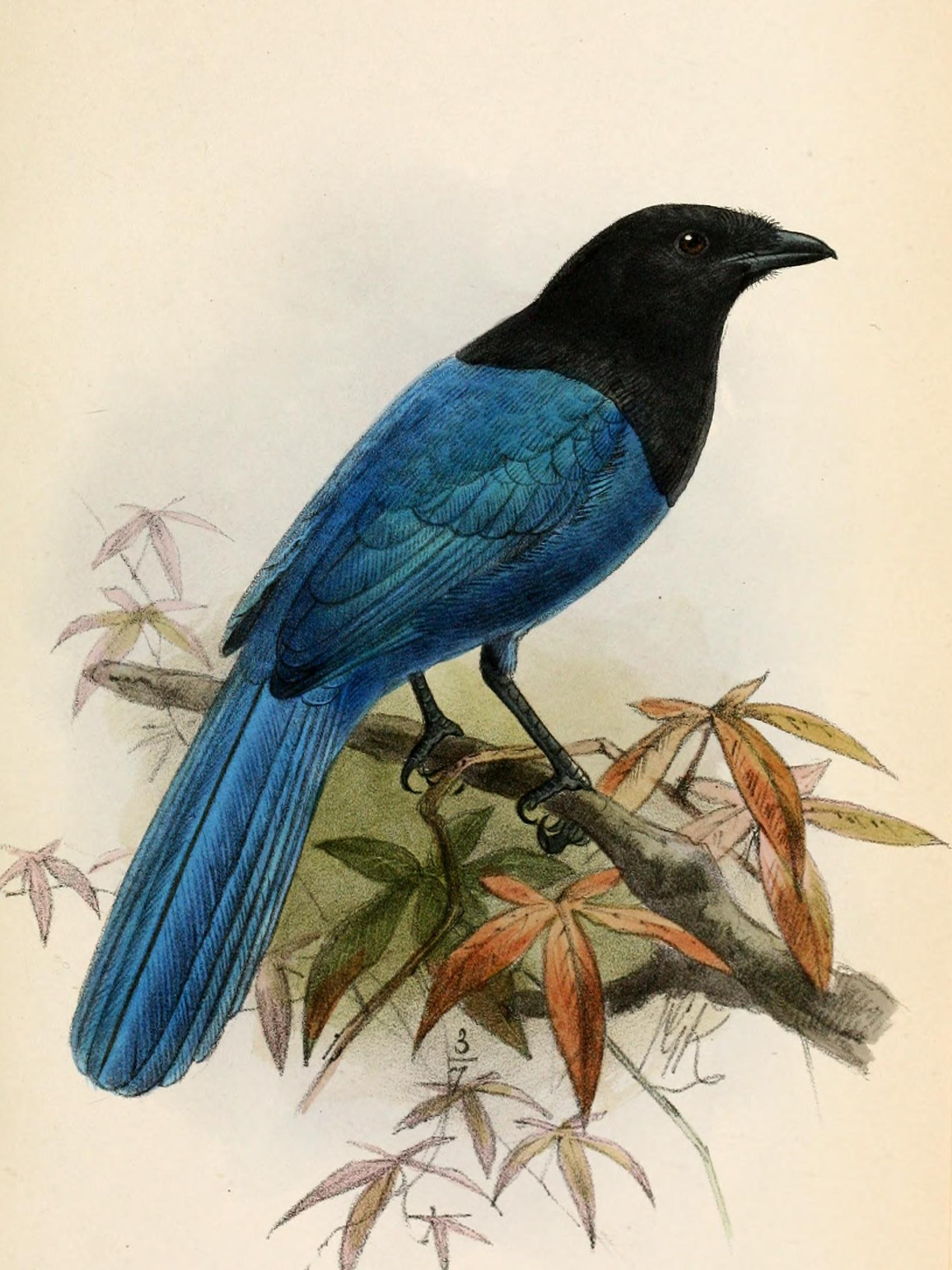
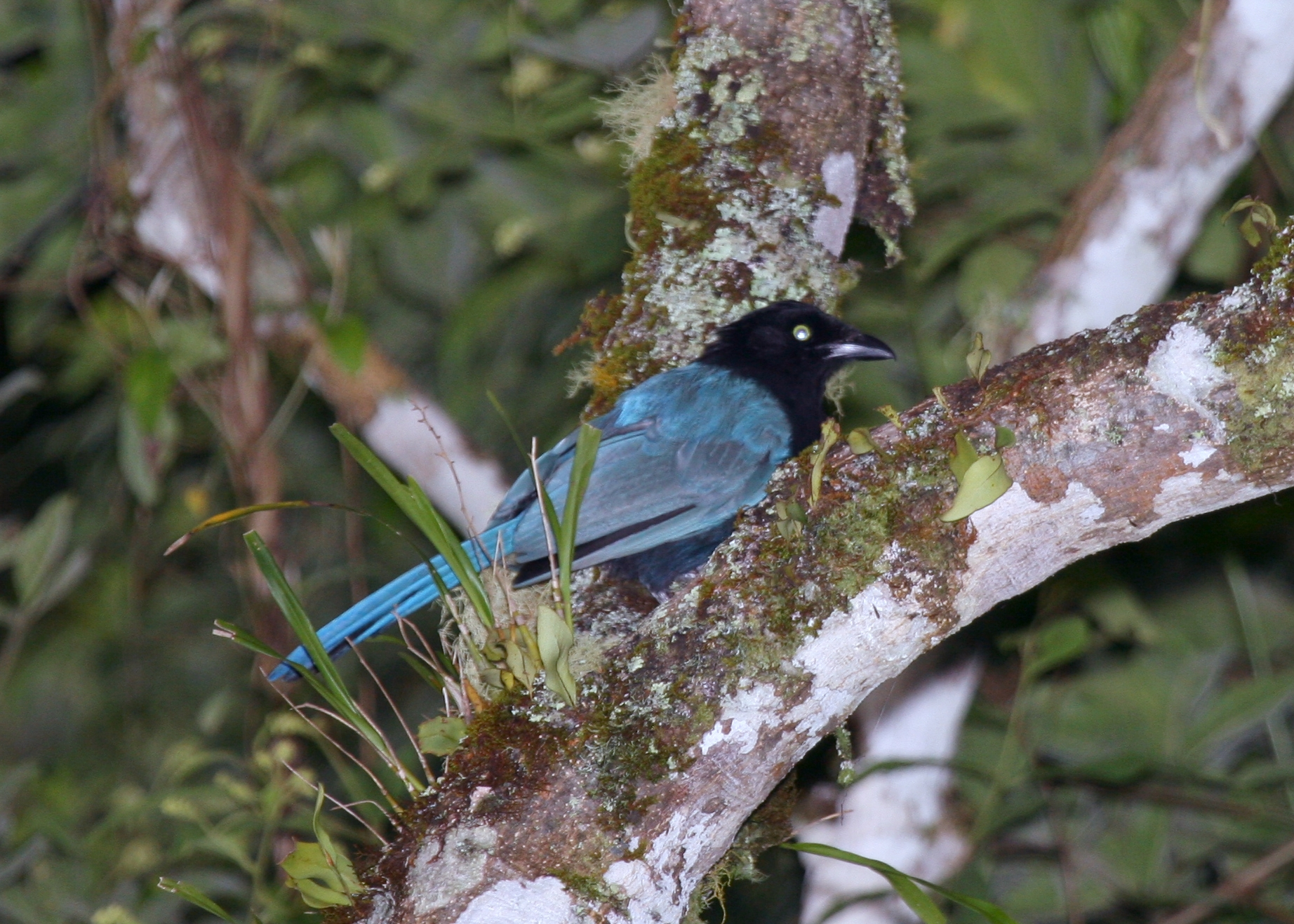